# 전종현
전종현(1985년 10월 5일~ )은 대한민국의 디자인•건축 저널리스트이자 비평가다. 국민대학교에서 시각 디자인을 전공하고 졸업 후 문화·예술·관광 분야의 국책연구기관인 한국문화관광연구원에서 리서치 어시스턴트(RA)로 사회 생활을 시작했다. 《월간 디자인》, 《SPACE》, 《노블레스》에서 에디터로 일했고 《Computer Arts》 한국판인 《디자인 매거진 CA》와 《허핑턴포스트코리아》에 다양한 칼럼을 연재했다. 이후 주거 건축을 다루는 《브리크brique》의 부편집장과 편집위원을 거쳤다. 현재 시각문화 매거진 《비애티튜드》 편집장을 맡고 있으며, 《조선일보》을 비롯해 《에스콰이어》《GQ》《W》, 《럭셔리》, 《에비뉴엘》 등 다양한 매체에 디자인, 건축, 공간, 예술, 공예에 관한 글을 기고한다.

## 주요 경력
- 《월간 디자인》 기자
- 《디자인 매거진 CA》 편집위원
- 《SPACE》 기자
- 《노블레스》 피처 에디터
- 《브리크brique》 부편집장, 편집위원
- 《비애티튜드》 편집장

## 저서

### 공저
- 『DRS 4: 도시의 시간』 (티팟, 2012년)
- 『A Few Warm stones: Ondol 3』 (Better Days Institute, 2013년)
- 『서울 디자인 15 풍경』 (국민대학교 출판부, 2013년)
- 『그 많던 디자이너는 어디로 갔을까』 (창창창, 2017년)
- 『행복의 기호들』 (HB Press, 2021년),
- 『한국의 혁신 디자인 45선』 (홍디자인, 2022년)
- 『신문은 선생님』 (조선일보사, 2021, 2022, 2023년)

## 활동

### 협회
- 한국타이포그라피학회 정회원(2014년~)
- 대한전시학회 이사(2018~2019년)
- 한국디자인사학회 보관됨 2023-01-28 - 웨이백 머신 정회원(2020년~)